# Vịt Saxony

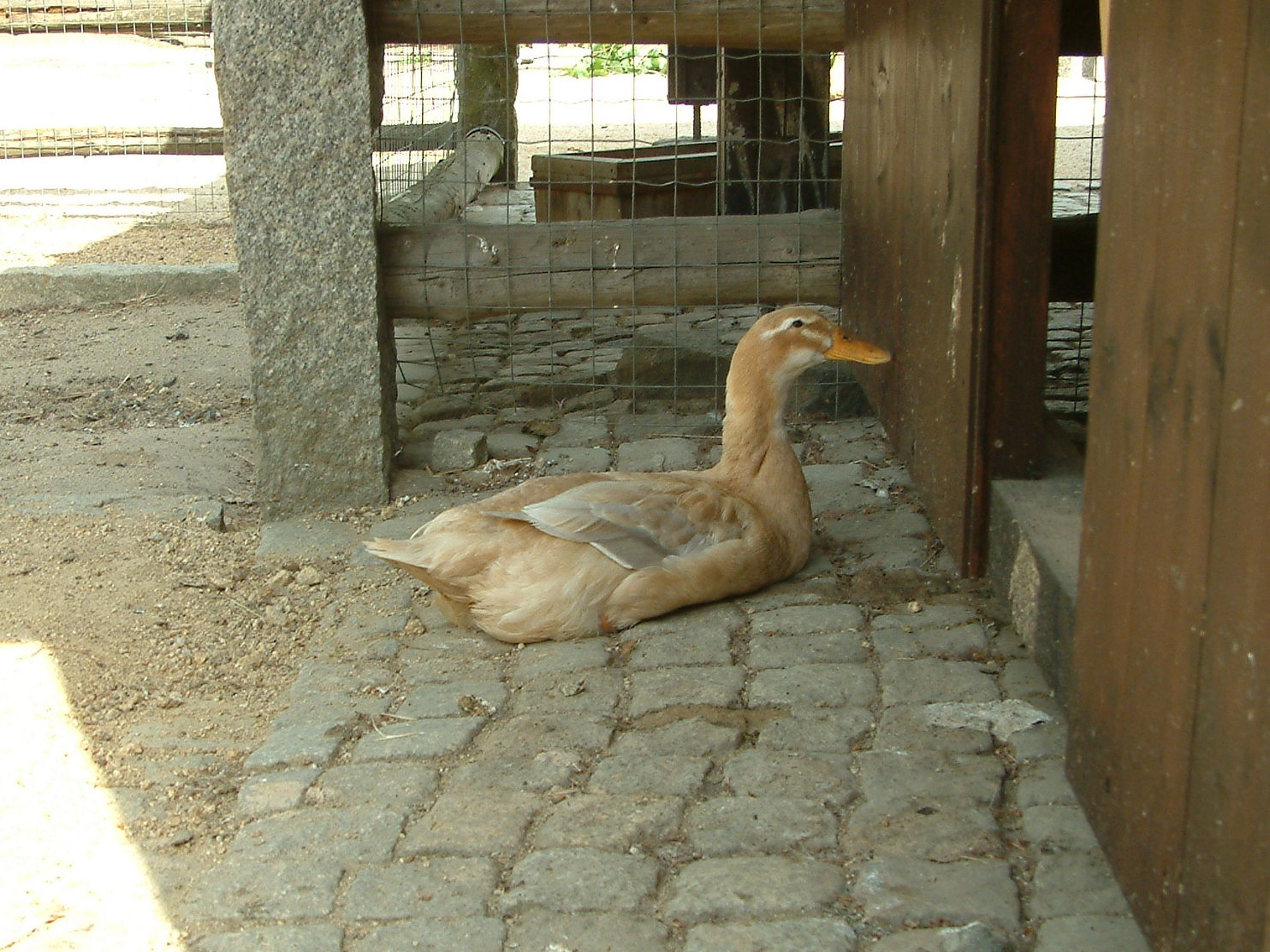
Vịt Sachsenente

Vịt Saxony (tiếng Đức: 'Sachsenente') là một giống vịt nhà của nước Đức. Nó được nuôi ở Saxony vào những năm 1930, nhưng vì Chiến tranh thế giới thứ hai chỉ được công nhận vào năm 1957. Đây là một giống vịt kiêm dụng, hữu ích và có giá trị kinh tế ở nước Đức nhưng ngày nay lại gặp nguy cơ mai một.

## Lịch sử
Vịt Saxony được nuôi trong những năm 1930 bởi Albert Franz của Chemnitz, ở bang tự trị của Saxony, bằng cách lai tạo giống vịt Bắc Kinh, vịt Pomerania lam và vịt Rouen, và lần đầu tiên được trưng bày tại Chemnitz-Altendorf (de) vào năm 1934. Hầu như tất cả các đàn giống ban đầu đã bị mất mát trong Thế chiến II. Sau chiến tranh, Franz bắt đầu lai tạo từ những đàn vịt giống còn lại.
Các con vịt Saxony đã được chính thức công nhận ở Đông Đức vào năm 1957, ở Tây Đức vào năm 1958. Giống vịt này đã được đưa đến Thụy Sĩ vào năm 1965 và Pháp vào năm 1968. Vịt Saxony đã được công nhận ở Anh năm 1982. Một số đã được David Holderread nhập khẩu vào Hoa Kỳ vào năm 1984; Saxony được nhận vào Tiêu chuẩn Hoàn thiện của Hiệp hội Gia cầm Mỹ năm 2000.Năm 2013, tổng số ở Đức là 1173. Ở Bắc Mỹ, giống này được liệt kê là "bị đe dọa" bởi Hiệp hội Bảo tồn giống vật nuôi Mỹ. 

## Đặc điểm
Các con vịt Saxony là một con vịt nặng ký: Vịt đực nặng khoảng 3,5 kg, vịt mái khoảng 3,0 kg. Nó là giống vịt có vẻ cơ bắp chắc nịch và gần như mịn lông. Về thể chất, Saxony giống với vịt bạc Appleyard. Đầu có hình bầu dục và lớn vừa phải. Các con vịt Saxony có một cái ức đầy, sâu với nhiều chiều rộng được thực hiện trên mặt sau của con vịt và mở rộng về phía đuôi. Vùng bụng rộng và đầy đặn, không phát triển yếm (keel) như trong những con vịt Rouen kiểu triển lãm. Dáng vẻ cơ thể được giữ ở khoảng 25º theo chiều ngang.
Vịt Saxony chỉ có một màu sắc đa dạng, màu xanh da trời và màu da bò, vịt đực có đầu màu xám xanh, cổ trắng và lông ngực màu hạt dẻ hoặc hạt dẻ; con vịt mái thì có một màu sắc phong phú, nhẹ nhàng với hai sọc trắng trên mỗi mặt của khuôn mặt, một trên mắt và khác từ mắt về phía mỏ. Cả vịt đực và vịt mái đều có mỏ màu vàng và chân và chân màu da cam, mặc dù tiêu chuẩn chỉ định màu vàng đậm. Giống Saxony là giống vịt khá phàm ăn và rất đơn giản để nuôi dưỡng. Vịt Saxony là một giống kiêm dụng, nuôi cả cho trứng của nó và cho thịt vịt. Vịt đẻ khoảng 80 hoặc 100 quả trứng mỗi năm. Những quả trứng có vỏ màu trắng và nặng khoảng 80g.